# Стандартный биржевой контракт
Стандартный биржевой контракт — это производный финансовый инструмент, спецификация которого установлена биржей. К стандартным биржевым контрактам относятся фьючерсы и биржевые опционы.
Спецификация контракта — это документ, утверждаемый биржей, в котором оговаривается большинство параметров контракта (характеристика базового актива, механизм расчетов по вариационной марже и гарантийному обеспечению, механизм ценообразования контракта, процедуру исполнения и расчетов по контракту).
В отличие от внебиржевых срочных контрактов при заключении сделки стороны оговаривают только один параметр (для фьючерсов — цену, для опционов — премию). Все остальные параметры стандартны, то есть определены в спецификации.

## См.также
- Срочный рынок
- Фьючерс
- Опцион